# دانیار کایسانوف
دانیار کایسانوف (به روسی: Данияр Алибекович Кайсанов؛ زادهٔ ۱۸ ژوئیهٔ ۱۹۹۳) یک کشتی‌گیر اهل قزاقستان است.
از افتخارات وی می‌توان به کسب مدال برنز مسابقات قهرمانی کشتی جهان ۲۰۱۹ و مدال نقره بازی‌های آسیایی ۲۰۱۸ اشاره کرد. وی سابقه حضور در المپیک ۲۰۲۰ توکیو را دارد.

## فعالیت حرفه‌ای

### مسابقات قهرمانی کشتی جهان ۲۰۱۹
کایسانوف در وزن ۷۴ کیلوگرم کشتی آزاد مسابقات قهرمانی کشتی جهان ۲۰۱۹ نورسلطان حاضر بود که در مسابقه های اول و دوم آنتونی مونترو از ونزوئلا و کیریلوس بیننمپائوم از یونان را شکست داد اما در مرحله بعد به فرانک چامیزو از ایتالیا باخت و با توجه به حضور این کشتی‌گیر در فینال، به دیدار شانس مجدد رفت. او در مرحله شانس مجدد لی سیونگ-چول از کره جنوبی را شکست داد و به دیدار رده‌بندی رسید. وی در دیدار رده‌بندی به زلیمخان حاجیف از فرانسه باخت و پنجم شد اما با مثبت اعلام شدن تست دوپینگ حاجیف به مدال برنز رسید.

### المپیک ۲۰۲۰ توکیو
کایسانوف ‌در وزن ۷۴ کیلوگرم کشتی آزاد المپیک ۲۰۲۰ توکیو حاضر بود که با شکست کی‌سوکه اوتوگورو از ژاپن و امر رضا از مصر به مرحله نیمه نهایی رسید اما در این مرحله مقابل زائوربک سیداکوف از روسیه شکست خورد و به دیدار رده بندی رفت. او در این مرحله نیز مقابل بکزاد عبدالرحمانوف از ازبکستان بازی را واگذار کرد و پنجم شد.